# Tirvanjärvi
Tirvanjärvi är en sjö i kommunen Kouvola i landskapet Kymmenedalen i Finland. Sjön ligger 62 meter över havet. Arean är 1,05 kvadratkilometer och strandlinjen är 9,07 kilometer lång. Sjön  ingår i Kymmene älvs huvudavrinningsområde.   Den ligger omkring 51 km norr om Kotka och omkring 140 km nordöst om Helsingfors. 
I sjön finns öarna Suurisaari och Pienisaari. 